# Palauig
Palauig é um município de  terceira classe de renda municipal (d) na província Zambales, nas Filipinas. De acordo com o censo de 1 de maio  de  2020 possui uma população de 39 784 pessoas e 9 612 domicílios.